# Bernardina
Bernardina je staré ženské jméno německého původu. Jde o ženskou podobu křestního jména Bernard, se kterým společně slaví svátek 20. srpna. Toto jméno vzniklo spojením slov Bär (medvěd) a hart (drsný). Další podoby tohoto křestního jména jsou Bernarda, Bernadeta a Bernardeta.
V roce 2016 žilo v Česku celkem 56 nositelek jména Bernardina. V Česku je častější jméno Bernardína, což je slovenská podoba jména Bernardina a na Slovensku je poměrně běžné (k roku 2014 zde žilo přibližně 2 549 nositelek a bylo tak 220. nejčastějším slovenským jménem). Na světě žije přibližně 87 652 nositelek jména Bernardina, nejvíce z nich ve Střední a Jižní Americe. V Evropě se nejvíce vyskytuje v Itálii a Španělsku.

## Domácké podoby
Mezi domácké podoby křestního jména Bernardina patří Bernuška, Bernička, Bernardýnka, Bernuše, Bernardka, Dina, Dýna, Dinka, Dýnka, Dinuška a Dinuše.

## Významné osobnosti
- Bernardine Evaristo – britská spisovatelka
- Bernardina Mousaco – východotimorská fotbalistka
- Bernardina Adriana Schrammová – novozélandská pianistka
- velké množství šlechtičen s mnoha jmény, mezi která patřilo i Bernardina, např.
  - Adelgunda Braganzská
  - Bernardina Kristýna Sasko-Výmarská
  - Marie Antonie Portugalská
  - Marie Bernardina z Plettenberg-Wittemu
  - Marie Josefa Portugalská